# Едмунд Шепарович
Шепарович Едмунд Феліксович (нар.1889 — †1967, Відень) — український військовик, ротмістр австрійської кавалерії, згодом отаман УГА, командир запасного кінного полку в Стрию, з червня 1919 командир 1-ї Кінної бригади УГА. Син підполковника Фелікса Шепаровича.

## Життєпис
Батько — Фелікс Шепарович — український військовик, підполковник армії Австро-Угорщини.
Ротмістр кавалерії армії Австро-Угорщини. Під час Першої світової війни воював у рядах 8-го драгунського полку. 1 листопада 1916 року отримав звання поручника в корпусі офіцерів кавалерії.
Від 1918 року в УГА — командир запасного кінного полку в Стрию, отримав звання отамана (майора). Від червня 1919 року — командант 1-ї Кінної бригади УГА, з якою брав участь в Чортківській офензиві. У Вінниці організував Перший кіннотний запасний полк (командир — ротмістр Г. Гречанівський).
У Червоній Українській Галицькій Армії в 1920 році (ЧУГА) 1-ша Кінна бригада була перетворена на 3-й Галицький кінний полк, командантом якого був далі Едмунд Шепарович. 6 квітня 1920 полк повстав проти більшовиків, зайняв Тирасполь, звідки вирушив у повстанчий рейд і 6 травня 1920 об'єднався з Армією УНР. У Станіславові Шепарович звільнився зі служби в Армії УНР і виїхав до Відня. Проживав за кордоном, помер у Відні в 1967 році.

## Нагороди
- Хрест Військових Заслуг 3 класу з воєнною декорацією і мечами[2]
- Срібна медаль «За військові заслуги» з мечами на стрічці Хреста за військові заслуги[2]
- Бронзова медаль «За військові заслуги» з мечами на стрічці Хреста за військові заслуги[2]
- Військовий Хрест Карла[2]